# 7 tháng 11
Ngày 7 tháng 11 là ngày thứ 311 trong mỗi năm thường (thứ 312 trong mỗi năm nhuận). Còn 54 ngày nữa trong năm.

## Sự kiện
- 1426 – Quân Lam Sơn giành thắng lợi trước quân Minh trong trận Tốt Động–Chúc Động diễn ra tại Đông Quan, nay thuộc Hà Nội, Việt Nam.[1]
- 1659 – Pháp và Tây Ban Nha ký kết Hiệp định Pyrénées, kết thúc chiến tranh kéo dài hơn 20 năm giữa hai bên.
- 1888 – Triều đình Thanh phát triển hải quân, Hạm đội Bắc Dương chính thức kiến lập.
- 1917 – Vladimir Ilyich Lenin lãnh đạo phe Bolshevik nổi dậy chống lại chính phủ lâm thời của Aleksandr Fyodorovich Kerenskii, khởi đầu Cách mạng Tháng Mười.
- 1929 – Tại New York, Bảo tàng Nghệ thuật Hiện đại mở cửa cho công chúng.
- 1931 – Cộng hoà Xô viết Trung Hoa được thành lập tại Thụy Kim, Giang Tô nhân kỷ niệm Cách mạng Tháng 10.
- 1931 – Hồng sắc Trung Hoa Thông tấn xã (Hồng Trung xã) được thành lập, là tiền thân của Tân Hoa xã.
- 1944 – Franklin D. Roosevelt đắc cử nhiệm kỳ Tổng thống Hoa Kỳ thứ tư, tuy nhiên ông từ trần vào năm sau đó.
- 1976 – Trận bóng đá đầu tiên giữa một đội bóng miền Nam và một đội bóng miền Bắc sau sự kiện 30 tháng 4 năm 1975.
- 1981 - Giáo hội Phật giáo Việt Nam được thành lập.
- 1987 – Tuyến đầu tiên của Hệ thống giao thông đại chúng tốc độ cao tại Singapore bắt đầu hoạt động.
- 1987 – Tại Tunisia, Tống thống Habib Bourguiba bị lật độ và bị thay thế bởi Thủ tướng Zine El Abidine Ben Ali.
- 2000 – Hillary Clinton được bầu làm nghị sĩ của Thượng viện Hoa Kỳ, bà là Đệ Nhất Phu nhân Hoa Kỳ đầu tiên giành được chức vụ công.
- 2006 – Tổ chức Thương mại Thế giới (WTO) chính thức kết nạp Việt Nam là thành viên thứ 150.
- 2015 – Tại Singapore, các nhà lãnh đạo Trung Quốc đại lục và Đài Loan là Tập Cận Bình và Mã Anh Cửu chính thức hội kiến lần đầu tiên.
- 2020 - Joe Biden đắc cử tổng thống Hoa Kỳ.

## Sinh
- 1813 – Doãn Khuê, danh sĩ và danh thần Việt Nam (m. 1878)
- 1867 – Marie Curie, nhà vật lý, hóa học người Pháp gốc Ba Lan (m. 1934)
- 1878 - Lise Meitner, nhà vật lý người Áo, sau đó thành người Thụy Điển, người đã làm nghiên cứu về phóng xạ và vật lý hạt nhân (m. 1968)
- 1879 - Leon Davidovich Trotsky, nhà lý luận cách mạng Bolshevik và Marxist (m. 1940)
- 1888 - Chandrasekhara Venkata Raman, nhà vật lý người Ấn Độ, người tìm ra hiệu ứng Raman (m. 1970)
- 1913 - Albert Camus, nhà văn người Pháp (m. 1960)
- 1918 - Billy Graham, nhà truyền bá phúc âm, một trong những nhà lãnh đạo có nhiều ảnh hưởng nhất của Phong trào Tin Lành thuộc cộng đồng Kháng Cách (m. 2018)
- 1935 – Thanh Tùng, tác giả bài thơ Thời hoa đỏ (1972) được Phú Quang phổ nhạc
- 1943 - Joni Mitchell, ca sĩ, nhạc sĩ, họa sĩ người Canada
- 1967 - David Guetta, DJ, nhà sản xuất âm nhạc, nhà viết nhạc, remixer nổi tiếng người Pháp
- 1990 – David de Gea, cầu thủ bóng đá người Tây Ban Nha

## Mất
- 1913 - Alfred Russel Wallace, nhà tự nhiên học, thám hiểm, địa lý, nhân chủng học và sinh học người Anh (s. 1823)
- 1962 - Eleanor Roosevelt, cựu Đệ Nhất Phu nhân Hoa Kỳ (s. 1884)
- 1968 – Phạm Ngọc Thạch, bác sĩ, tác giả Việt Nam (s. 1909)
- 1980 - Steve McQueen, diễn viên người Mỹ (s. 1930)
- 1981 – Will Durant, nhà sử học, triết học, tác giả Hoa Kỳ (s. 1885)
- 2008 – "Lưỡng thủ Vạn năng"  Phạm Văn Rạng
- 2011 - Joe Frazier, võ sỹ quyền Anh người Mỹ (s. 1944)
- 2016 - Leonard Cohen,  ca sĩ – nhạc sĩ, nhà thơ, tiểu thuyết gia người Canada (s. 1934)
- 2016 - Janet Reno, cựu Bộ trưởng Tư pháp của Hoa Kỳ (s. 1938)